# Debussy Heights
Die Debussy Heights sind ein Gebirge im nördlichen Teil der Alexander-I.-Insel vor der Westküste der Antarktischen Halbinsel. Sie ragen östlich des Mozart-Piedmont-Gletschers auf.
Luftaufnahmen der US-amerikanischen Ronne Antarctic Research Expedition (1947–1948) dienten dem britischen Geographen Derek Searle vom Falkland Islands Dependencies Survey im Jahr 1960 für eine Kartierung. Das UK Antarctic Place-Names Committee benannte das Gebirge 1961 nach dem französischen Komponisten Claude Debussy (1862–1918).